# Rio (salle de cinéma)
Pour les articles homonymes, voir Rio.

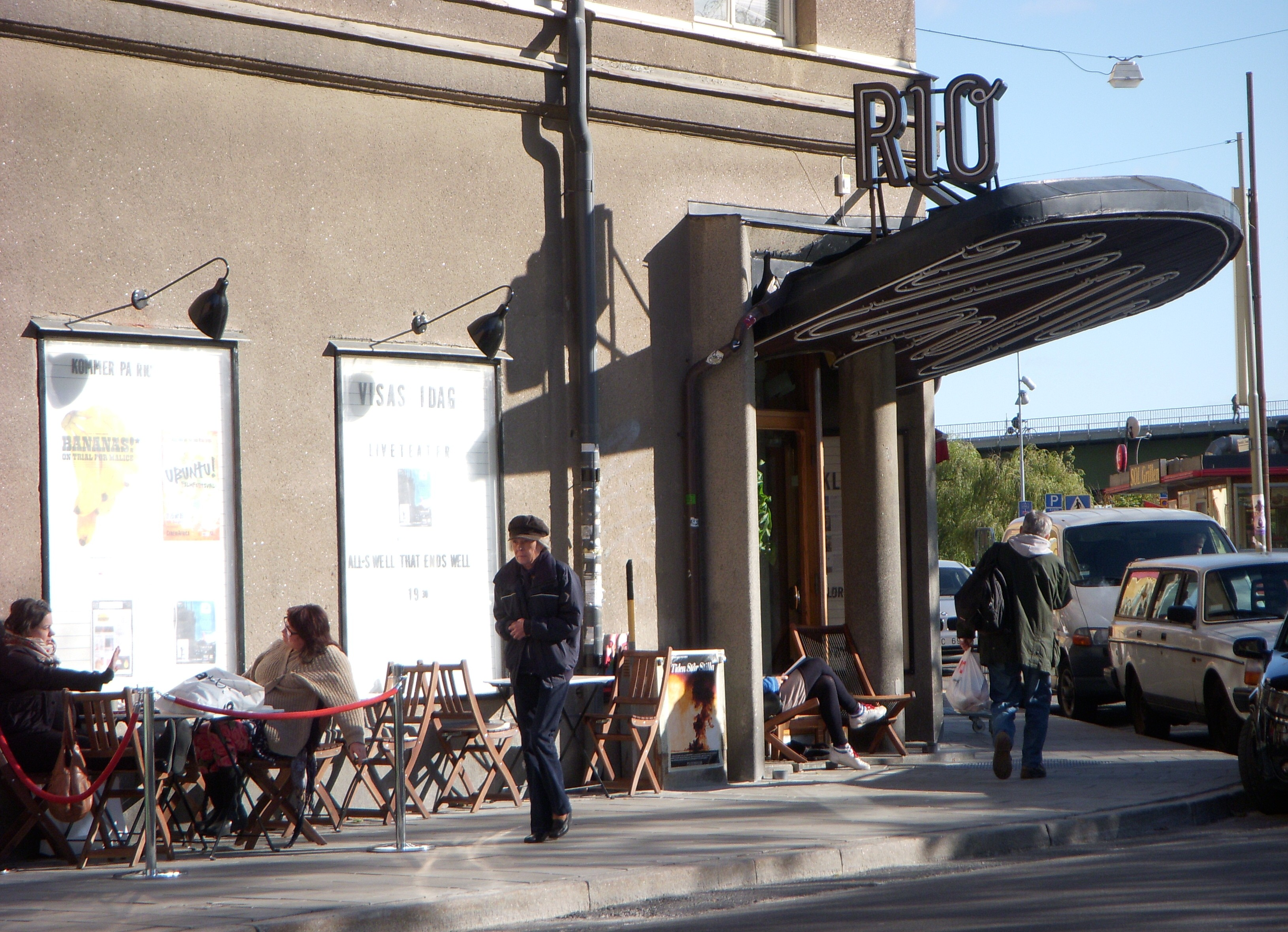
Le Kvartersbion Rio, en 2009.

Le Kvartersbion Rio, à l'origine le Rio ou Biografen Rio, est une salle de cinéma située sur l'île de Södermalm, dans la ville de Stockholm, en Suède.
Conçu dans un style fonctionnaliste par l'architecte suédois Albin Stark, auteur du Chinateatern et du parc Berzelii, le cinéma est inauguré le 15 novembre 1943. Il est alors la onzième salle de la chaîne de cinéma Ri-Teatrarna.
Elle est desservie par la station Hornstull de la ligne T13 et T14 du métro de Stockholm.